# Aupatal (Friaul)
Das Aupatal (italienisch Valle d’Aupa; furlanisch Val Aupe; slowenisch Aupaska Dolina) ist ein nördliches, dünn besiedeltes Seitental der Fella in Friaul, Oberitalien, im Grenzbereich der Karnischen und Julischen Alpen, das bei Moggio Udinese auf etwa 299 m.ü.Adria ins Eisental mündet. Die Talschaft wird von mehreren Zweitausendern – vornehmlich aus Kalkgestein – flankiert. Dordolla im mittleren Aupatal ist der größte Ort. Eine Straße entlang der Aupa führt von Moggio Udinese nach Pontebba im Kanaltal. Das Aupatal ist ein Beispiel für einen peripher gelegenen, strukturschwachen Raum, in dem sich die Konsequenzen der Gebirgsentvölkerung sehr deutlich zeigen.

## Geografie

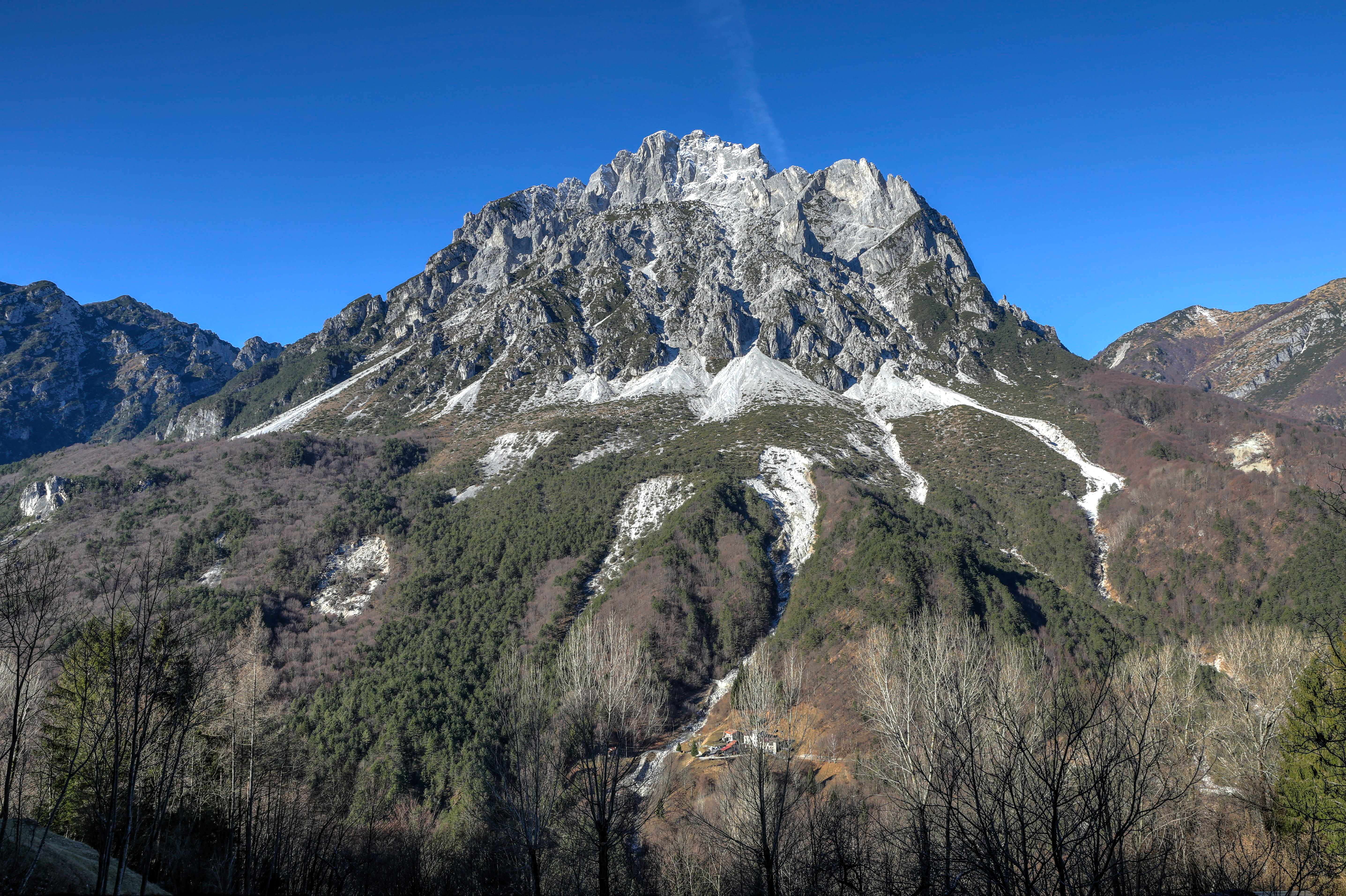
Der dominante Berg des Tales, die Creta Grauzaria

Das Aupatal liegt im nördlichen Bereich von Friaul, in der Montagna Friulana in der Region Canale di Ferro und gehört zum Gemeindegebiet von Moggio Udinese. Es ist ca. 15 km lang und erstreckt sich über ein Höhengefälle von 299 m bei der Mündung in das Eisental bis auf 2066 m Seehöhe beim Pass Sella di Cereschiatis. Durch das Tal fließt der Gebirgsbach Torrente Aupa, der zum Flusssystem des Tagliamento gehört. Bei der Einfahrt in das Aupatal von Süden unterquert man das 209 Meter lange Val-Aupa-Viadukt der Pontafelbahn, das den Campiolo-Monte-Palis-Tunnel und den 9222 Meter langen Zuc-dal-Bor-Tunnel verbindet. Das in nordsüdlicher Richtung verlaufende Aupatal verschmälert sich zum Ende hin und ist rechts und links von schroffen Kalksteingipfeln umgeben. Das Tal endet am bewaldeten Sattel Sella Cereshiatis (1072 m). Bald nach diesem Pass am Weg nach Pontebba hinunter liegen die Weiler Località Aupa und Frattis mit dem Nebental Val Gleris zur schroffen Zuc-dal-Bôr-Gruppe hin. Am Fuße der Crete di Gleris gibt es eine Langlaufloipe.
Der Boden im Aupatal ist im unteren Bereich kalkhaltig, im oberen Bereich von den Erosionsprodukten der anstehenden Flyschfazies geprägt. Die Westflanke im unteren Tal ist durchwegs steil. Auf der Ostseite gibt es Bereiche mit geringerer Steigung und Bereiche mit noch nicht zugewachsenen Wiesen. Im oberen Bereich hingegen ist die Westseite besser für die Landwirtschaft geeignet, während sich auf der Ostseite alte Wälder befinden. Insgesamt gibt es durch die Aufgabe der Landwirtschaft viel Verbuschung und nachwachsenden Wald. Anfang des 20. Jahrhunderts galt Holz noch als Mangelware.

## Verkehr
Das Aupatal ist am besten mit dem Auto erreichbar. Eine Straße (Strada Provinciale 112) zieht sich entlang der Aupa von Moggio Udinese nach Pontebba im Kanaltal. Mit öffentlichen Verkehrsmitteln ist das Aupatal aufgrund der geringen Bevölkerungsdichte der Region schwerer erreichbar. Seit der weitgehenden Vertunnelung der Pontafelbahn liegt die nächste Bahnstation in Carnia, einem Ortsteil von Venzone. Ab dort geht es mit dem Autobus weiter nach Moggio Udinese und von dort mit einer anderen Autobuslinie ins Aupatal über Dordolla nach Bevorchians.

## Orte im Aupatal
Weder Talgründe noch Schwemmkegel oder Talschlüsse eignen sich gut als Siedlungsraum. Durch das stauende Hochgebirge und die Adrianähe gibt es sehr hohe Niederschläge. Vor allem im Herbst kann es Starkregen geben. Hochwässer und Felsstürze führen zu ausgedehnten Schotterflächen. Das Tal ist sehr dünn besiedelt und hatte 175 Einwohner im Jahr 2015.
Pradis (470 m) ist die erste Ortschaft des Tales am Fuße des Masareit (1459 m) mit einigen Häusern im Tal und am Osthang des Tales. Das obere Dorf (480 m) bei einigen Rasenterrassen auf der Ostseite des Tales. Pradis wurde schon 1448 unter dem Namen Seletti Pradis erwähnt. Von hier führt eine Straße in den Naturpark im Val Alba bzw. nach Virgulins (700 m) und Drentus (720 m), wo es eine AgriKultura Alpina gibt. Geologisch betrachtet liegen die Ortschaften Moggio Basso und Borgo Aupa auch schon im Aupatal. Seit der Flussregulierung von 1770 werden sie aber eher als zum Fellatal gehörend gesehen.
Chiaranda oder Cjarande, für Zaun oder Mauer, liegt im Tal und besteht aus etwa zwanzig Häusern, einem Rasthaus und dem Brunnen l’Aip dai Cjavai. Nach dem Hochwasser von 2003 wurde die Straße komplett erneuert. Erstmals erwähnt wurde der Ort 1341 als Stauli Cjaranda.

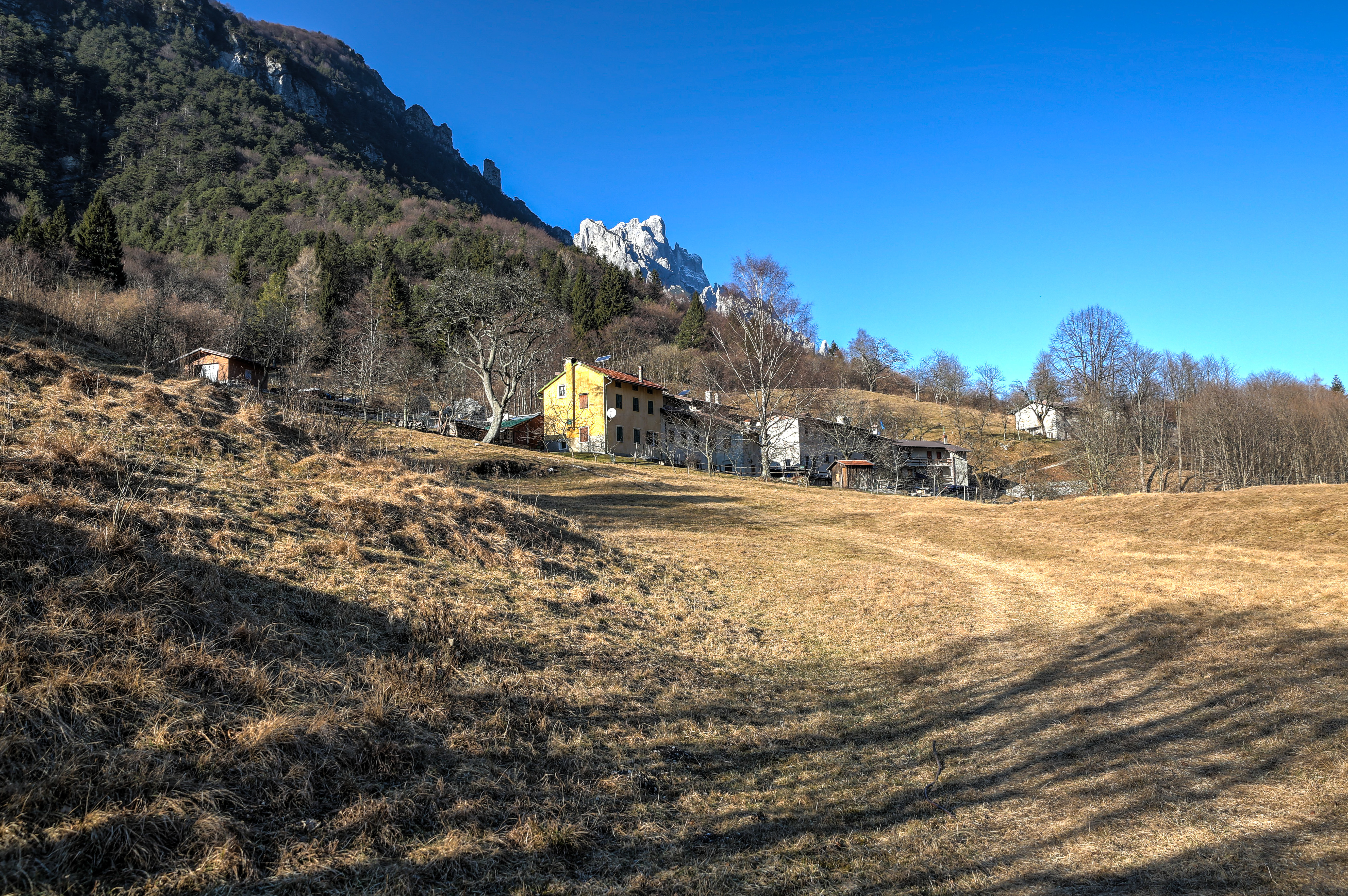
Borgo di Mezzo im Monticello

Grauzaria, furlanisch Grauçàrie (520 m) sind einige Häuser am Zusammenfluss des Rio Forcja des Torrente Aupa. Das Dorf liegt an der Westseite des Tales bei einer grasbewachsenen Terrasse am Fuße der Creta Grauzaria. Die frühere Mühle von Grauzaria ist jetzt eine Forellenzucht. Von hier aus führt eine steile Straße in die Dörfer des Monticello (840 m), wo die Weiler Badiuz, Borgo di Mezzo und Morolz liegen. Von Morolz führt ein Wanderweg in die verlassene Ortschaft Moggessa di Là. Zu Grauzaria gehört auch der Weiler Plan des Staipie, der bis in die 1960er-Jahre bewohnt war.

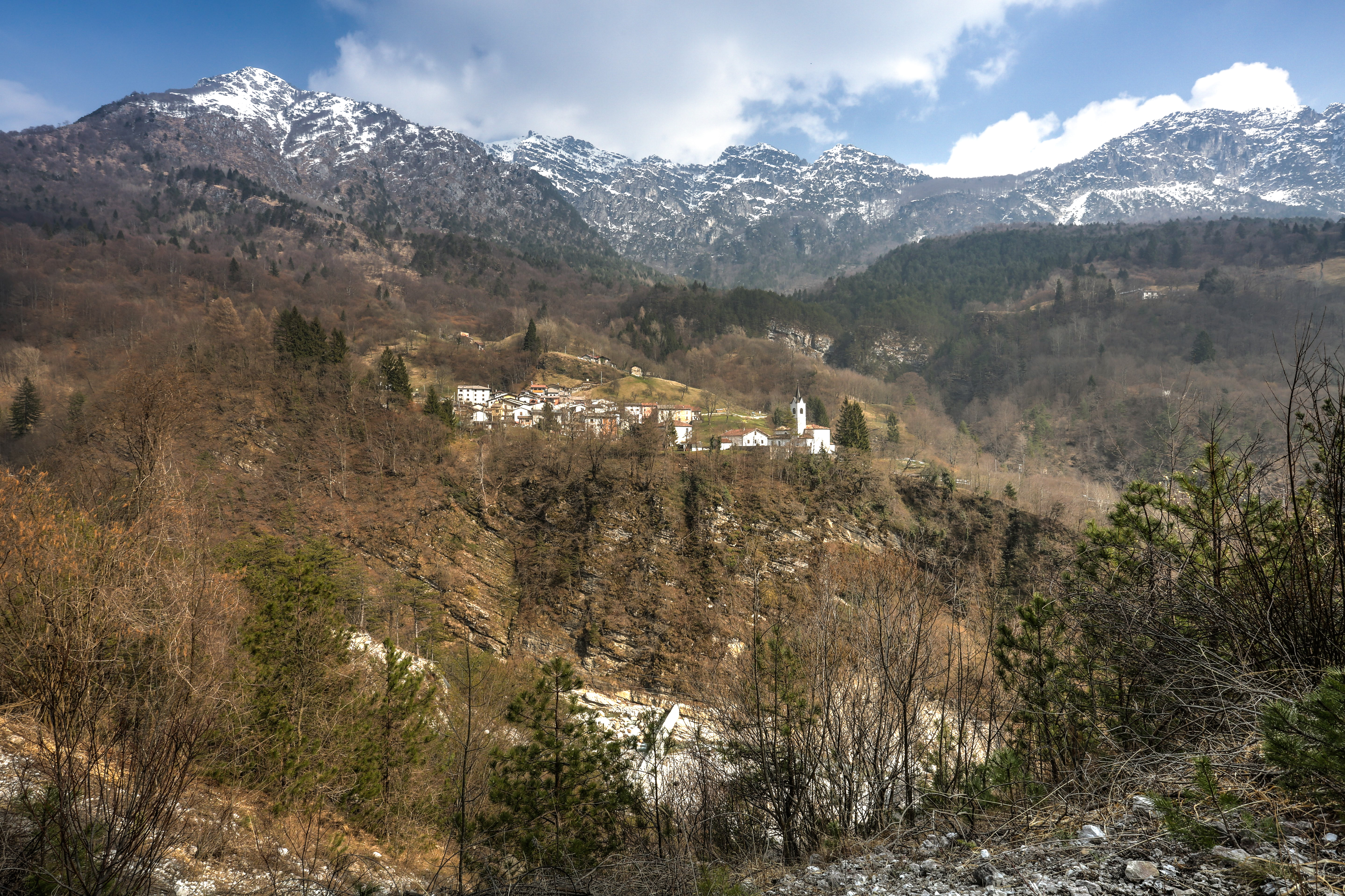
Dordolla

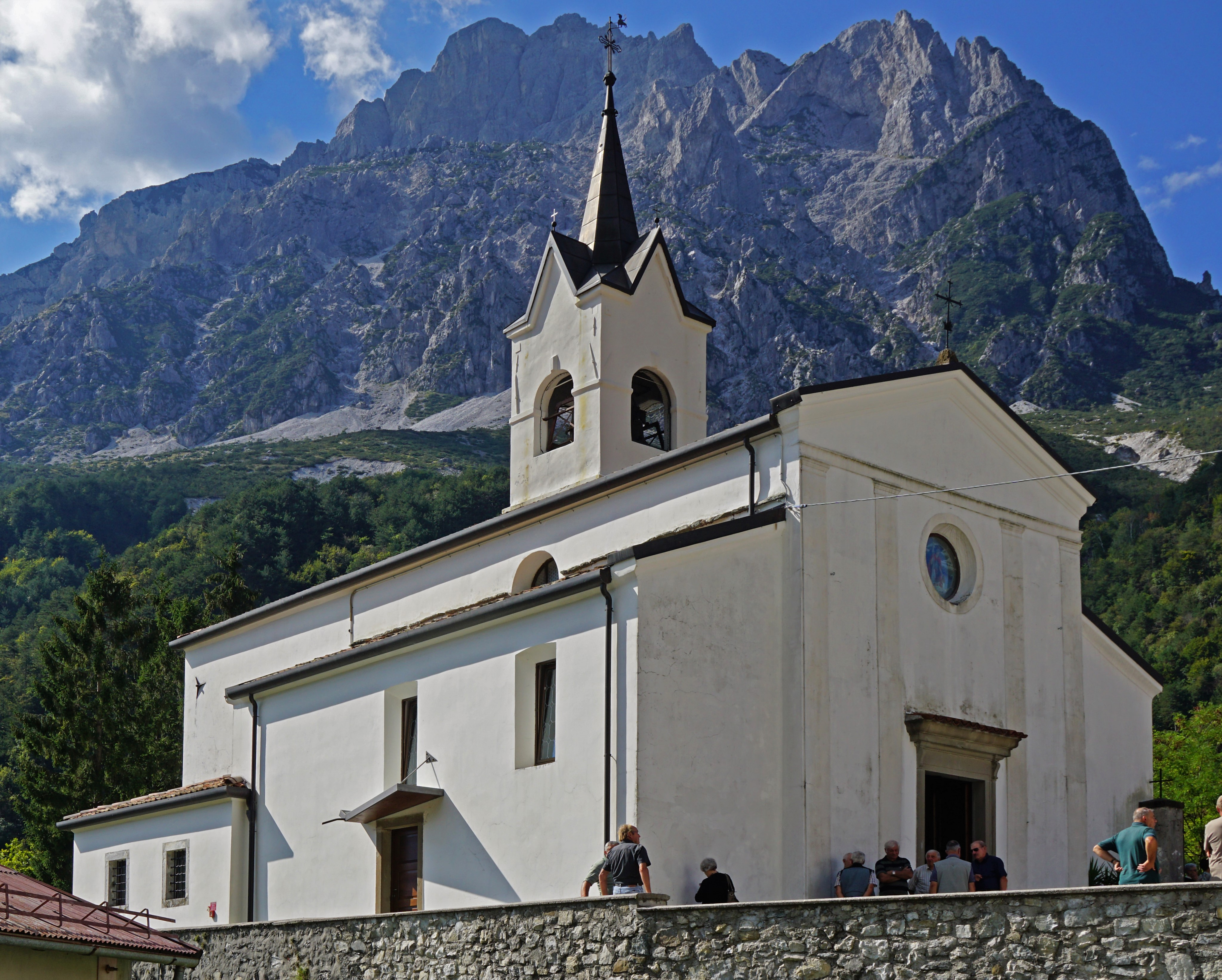
Dordolla, S.Floriano

Dordolla ist der gegenwärtig größte Ort. Er liegt im mittleren Aupatal etwas oberhalb des Talbodens auf einer Terrasse (630 m). Die Zufahrtsstraße führt über eine neue errichtete Brücke über die Aupa auf die Ostseite des Tales. Etwas weiter taleinwärts gibt es eine Hängebrücke, über die ein Fußweg zur Nordseite des Ortes führt. Markant ist die Kirche des St. Florian aus den Jahren 1891 bis 1895 auf einer Klippe über dem Fluss. Die durch ein Beben zerstörte Kirche wurde auf Beschluss der Oberhäupter der Familien von Bevorchians (damals 65) und jener von Dordolla (damals rund 50) kooperativ an Stelle der alten Kapelle wieder errichtet. Obwohl größer, etablierte sich Bevorchians nicht als Kirchort. 1915 wurde der Kirchweg der Bevorchianer, der nördliche Zugangswegs nach Dordolla, besser ausgebaut. Hinter Kirche und Friedhof liegt ein zentraler Parkplatz, die Piazza des Ortes mit einer Bar und Alimentari. Zum dicht bebauten Teil des Dorfes sind es noch 200 Meter bergauf, wohin alle Materialien mit Rodel oder Schubkarre transportiert werden mussten. Das Renovieren von Häusern ist unter diesen Umständen sehr aufwändig. Wohl auch deshalb hat sich in Dordolla bis heute ein sehr harmonisches Ortsbild erhalten. Die engen Gassen wirken beinahe etwas venezianisch. Im Volksmund heißt es sogar: „Venezia è bella, Dordolla è sua sorella.“ (Venedig ist schön, Dordolla ist seine Schwester). Der Ortsname leitete sich vom slowenischen dol, für Tal ab, wie auch andere Flurnamen der Umgebung, die im Rahmen eines Kulturprojekts sehr detailliert erhoben wurden. Durch das Fehlen der Menschen und der Einstellung der Bewirtschaftung der abgelegenen Felder und dem Wechsel zum Auto verschwinden viele Jahrhunderte lang benutzte alte Fußwege und mit ihnen die Flurbezeichnungen. Gegenwärtig hat der Ort etwa 40 ständigen Bewohner. 1936 waren es noch 346. Typische Familiennamen in Dordolla sind Della Schiava, Di Gallo, Faleschini, Filaferro, Gallizia, Not, Tolazzi oder Moretti. Die verbleibenden Bewohner lieben den Slogan Dordolla non molla! (Dordolla lässt nicht locker). Arbeitsmöglichkeiten im Ort gibt es praktisch keine. Man pendelt nach Moggio, arbeitet im Handwerk, öffentlichen Dienst, in der Papierfabrik oder bei Zivilschutz, Bergwacht oder Feuerwehr. Dennoch gibt es auch neu zugewanderte Bewohner.
Fußwege führen von Dordolla nach Soval (750 m), Virgulins und Drentus. Die beiden Weiler sind nur von Pradis di Sopra via Auto erreichbar, liegen aber durch den 15-minütigen Fußweg viel näher an Dordolla. Hier gibt es eine biologische Landwirtschaft. Es werden Plezzana Schafe gehalten und typische friulanische Nutzpflanzen wie Kartoffeln oder Bohnen. Die Agricoltura Alpina Tiere Viere (Friulanische Erde) ist bis auf eine Almhütte auf der Creta Grauzaria momentan die einzige Übernachtungsmöglichkeit im Aupatal. Etwas oberhalb der Orte befindet sich die aufgegebenen Neideralm Pustòts. Die kleinteilige und vielgestalte Kulturlandschaft mit Wiesen, Felder und Hausgärten lässt sich gut bei Wanderungen rund um das Dorf erkunden.
Ein neu gegründeter Verein Cort dai Gjats setzt sich für die Erhaltung von Dordolla und die umgebende Kulturlandschaft ein. Seit 2012 ist das Kulturhaus wieder nutzbar. In Dordolla haben sich Menschen gefunden, die entgegen jeder wirtschaftlichen Vernunft gegen Niedergang und Abwanderung ankämpfen. Es gibt immer wieder außergewöhnliche kulturelle Veranstaltungen im Ort wie 2014 das Ausstellungsprojekt Ewige Baustelle | Večno Gradbišče | Cantiere Continuo.

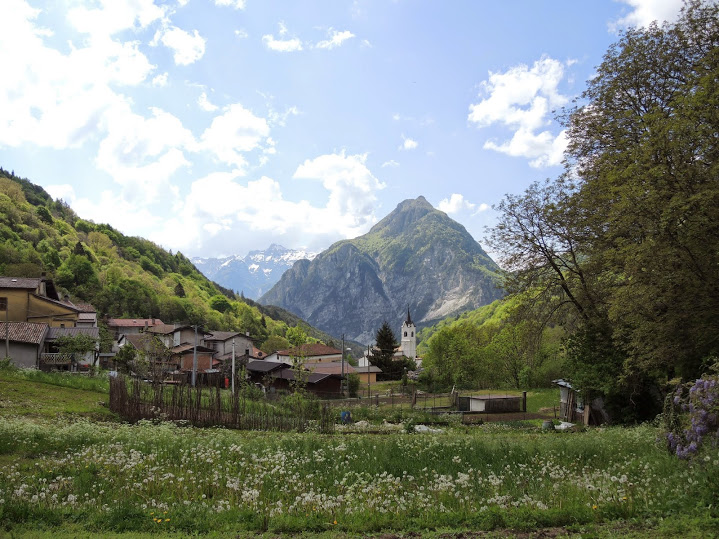
Dordolla im Frühling
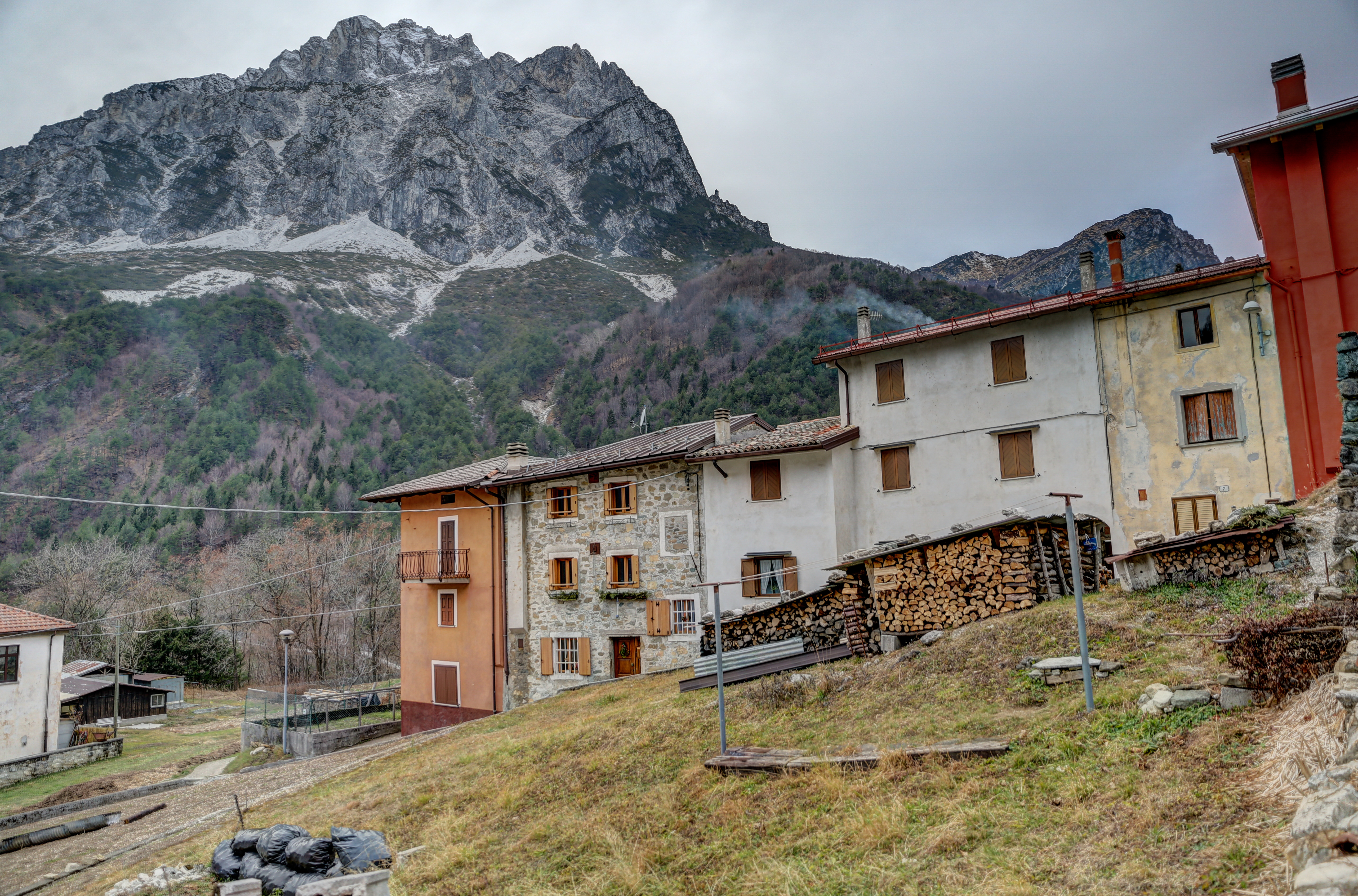
Dordolla, im Hintergrund die Creta Grauzaria
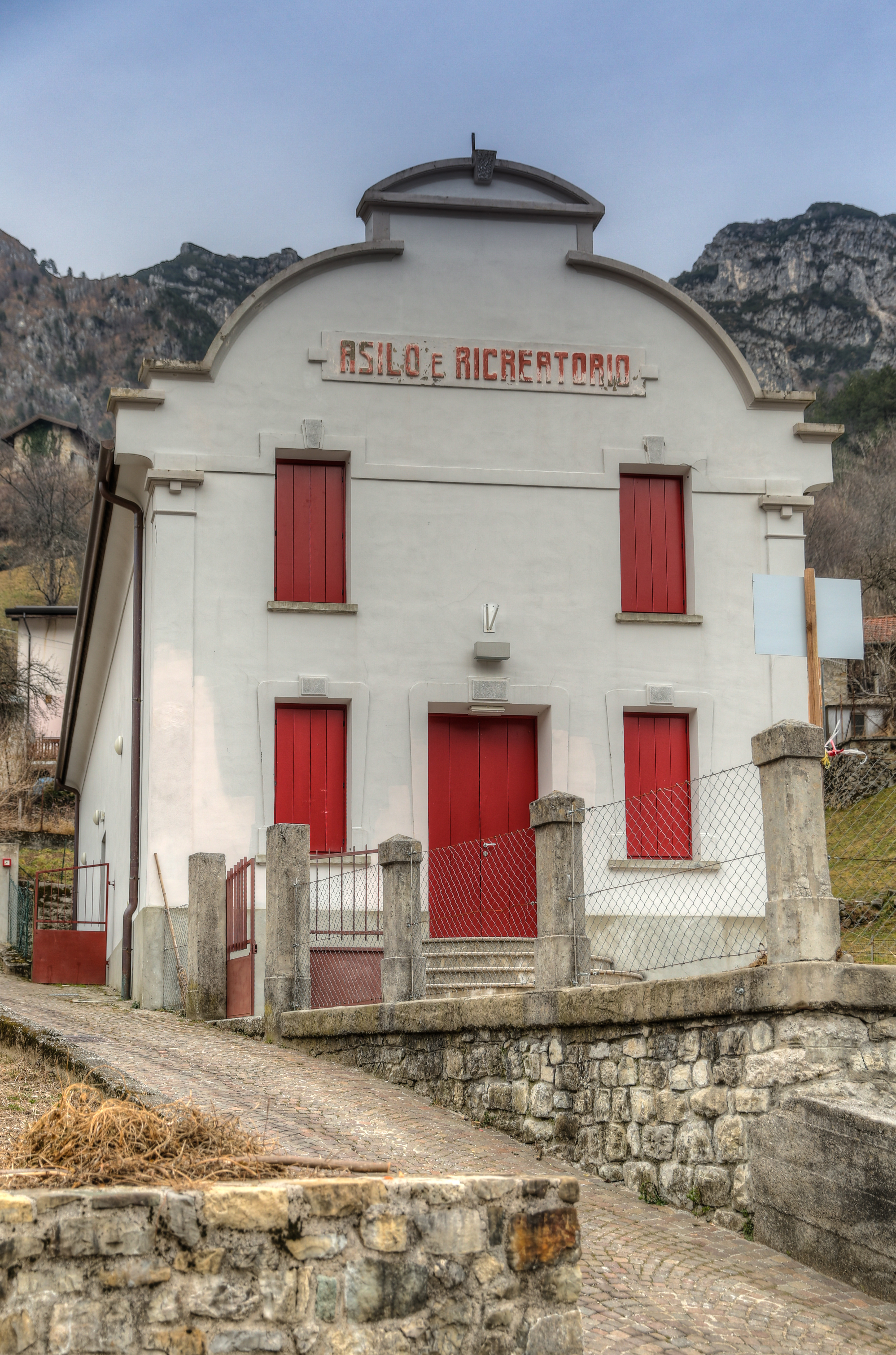
„Asilo e Ricreatorio“ für Kinder der in der Landwirtschaft arbeitenden Frauen, heute Kulturhaus in Dordolla
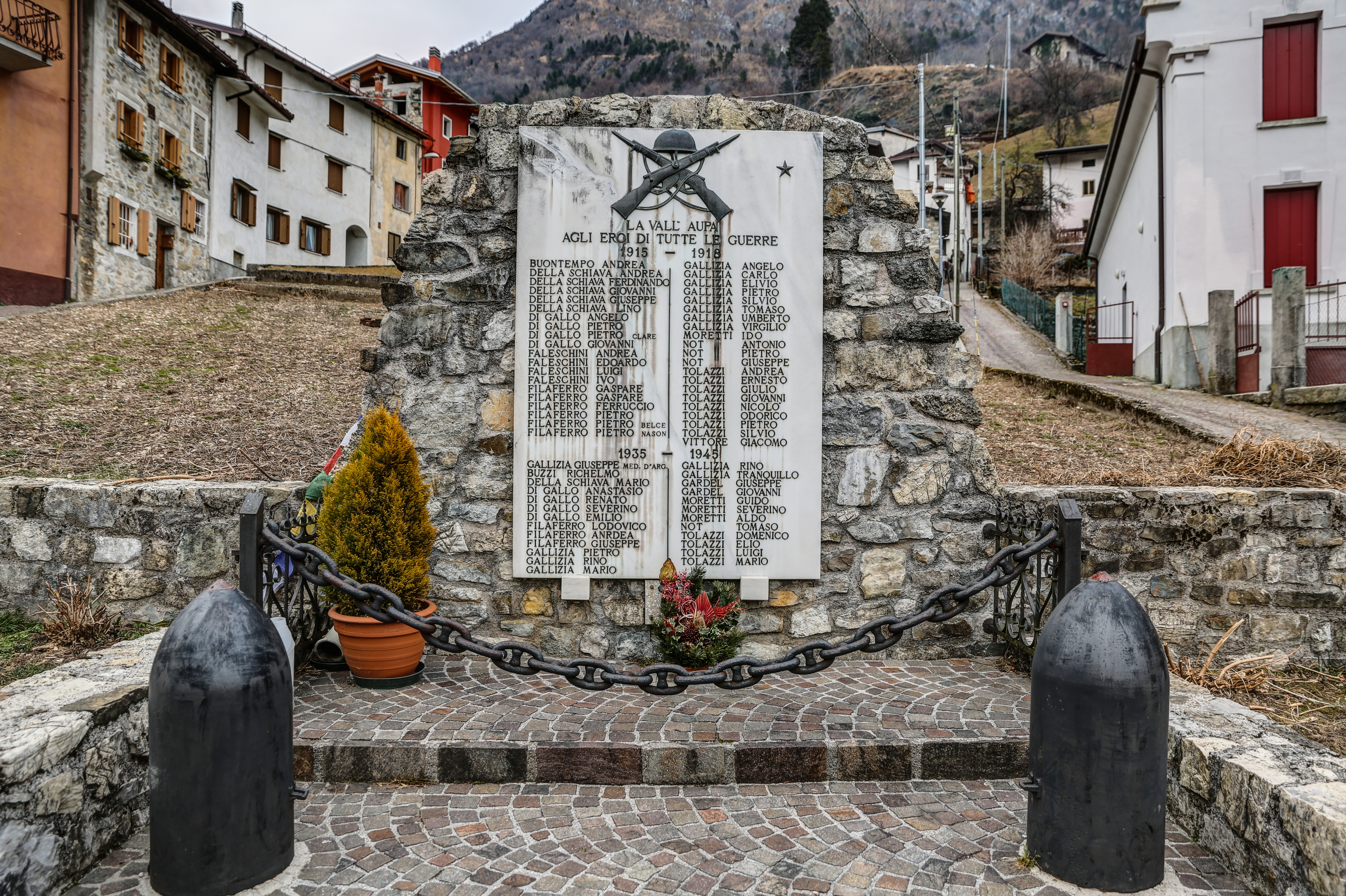
Kriegerdenkmal Dordolla

Auf der steilen Westseite gegenüber von Dordolla liegen Fassoz (624 m) und Zais (540 m), das seit 2014 unbewohnt ist. Weitere Weiler oberhalb von Dordolla sind Belcis, Gallizis und Nanghets e la cite, seit 1995 unbewohnt.
Bevorchians weiter hinten im Tal bedeutet Wegverzweigung und ist der Name für etwa fünfzehn Dörfer (borgate) und Weiler (casali) an den Hängen verstreut um eine ca. 2 km lange Hochebene entlang der Westseite des Tales. Die Namen der Weiler sind Cjampiui, Coset, Belcis, Culos, Frucs (unbewohnt seit 2012), Galizis, Gravons (unbewohnt seit 1980) und Matanins (seit den 1990er Jahren verlassen). Die Streusiedlung wurde 1338 erstmals als Bavorchans erwähnt und liegt etwa auf 690 m. Bevorchians war lange der größte und wohlhabendste Bereich im Tal. Der geologische Aufbau unterscheidet sich vom mittleren und unteren Aupatal. Der Boden ist Flysch-artig und damit ertrag- und grasreicher als der Kalkboden. Aber nicht nur die Landwirtschaft war leichter. Es gab neben der Wanderarbeit weitere Erwerbsmöglichkeiten. Auf der hier steilen Ostseite des Tales konnte hochwertiges Holz in den Wäldern von Griffon, Laduset, Valeri und Lius geschlagen werden. Im Bereich Gravons-Nais-Griffon gab es im Zeitraum 1972–1980 noch eine Valtellina-Umlaufseilbahn, die nur mit Schwerkraft funktioniert. Eine weitere wichtige Einnahmequelle von 1872 bis 1953 war der Bergbau in Rio da li Fous. In Bevorchians gab es in der wirtschaftlichen Blütezeit (487 Einwohner im Jahre 1944) die größte Zahl von Molkereien im Tal, es waren zehn, zwei Sägewerke und vier Mühlen. In Coset gab es bis Anfang der 1920er Jahre die Mulin Dodoine Moroldo, aus der später eine Molkerei wurde. Die Mühle Cucjâr bei Pustote wurde ein Opfer des Hochwassers von 1920. In Bevorchians wurden die meisten Rinder, 210 Stück, im Jahr 1925 gehalten und damit auch die umfangreichsten Heuwiesen (ca. 220 h). Hier existierte ab 1922 die erste und einzige Milchgenossenschafte des Tales, die 1976 den Betrieb einstellte. Hier gab es ab 1880 die erste Schule, die 1970 auch als letzte Schule des Tales geschlossen wurde. Innerhalb von ca. 70 Jahren ist die Einwohnerzahl auf weniger als ein Zehntel, zuletzt auf 36 Einwohner, gesunken. Seit 1990 ist Dordolla der bevölkerungsreichste Ort. Etwas oberhalb von Bevorchians liegt Saps. Bekannt ist das Gebiet um Bevorchians auch, weil dort in höherer Lage in Gran Cuel (963 m), Costa De L’Andri (971 m) und Costa Mozza (962 m) einige sehr stabile, also erdbebenresistente Häuser stehen. In früherer Zeit (Zensus 1891) waren die Häuser ganzjährig bewohnt. In Gran Cuel lebte bis 1927 die Bergführerfamilie Filaferro. Die Kreta Grauzaria wurde 1893 von Arturo Ferrucci und Emilio Pico geführt von den Brüdern Giovanni (1855–1938) und Giacomo Filaferro (1870–1942) von Bevorchians aus bestiegen. Giovanni Filaferro war der erste zertifizierte Bergführer im Aupatal. Costa de Andri war bis Mitte der 1970er Jahre zeitweilig bewohnt. Am Fuße der Nordwand der Kreta hält sich gelegentlich ein Schneefeld trotz geringer Höhenlage (1225 m) auch über den Sommer. Im Juli 2009 hatte es eine Länge von rund 70 m und war 25 m breit. Als der erste Neuschnee im Dezember kam, war es immer noch ca. 10 m lang.

## Bevölkerung

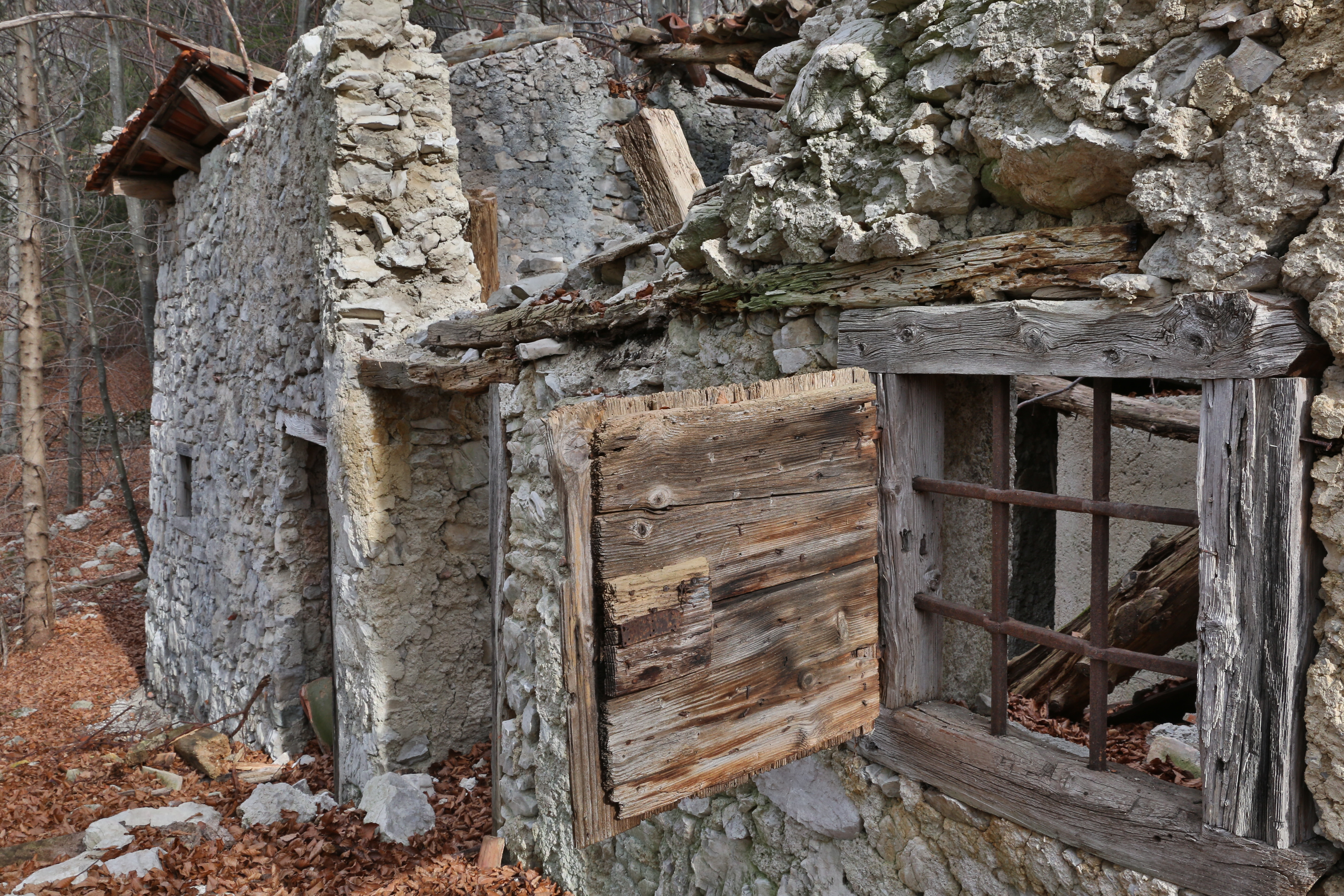
Aufgegebene Niederalm bei Drentus

Die ethnolinguistische Struktur ist in den friulanischen Alpen vielfältig wie sonst nirgends in den Alpen. Sprachlich und kulturell ist das Aupatal durch seine frühe Zugehörigkeit zum Römerreich und seine Grenzlage zwischen Kärnten und dem friaulischen sowie slowenischen Sprachraum geprägt. In der Furlanischen Sprache finden sich Lehnwörter aus all diesen Sprachräumen. Ein Beispiel dafür ist „sgnape“ (schjnape ausgesprochen) für Schnaps.
Frühe Bevölkerungsangaben finden sich in den Kirchenbüchern für das Jahr 1805. 58 Familien verteilen sich auf 15 Weiler und Dörfer. Geht man von ca. 6 Personen je Familie aus, haben im Tal Anfang des 19. Jahrhunderts um die 350 Menschen gelebt. Als das Gebiet im Jahre 1815 zu Österreich kam, wuchs die Bevölkerung auf rund 400 Personen an. Im Jahre 1820 wurde der an die Kapelle angrenzenden Friedhof Bau des Friedhofs in Dordolla bewilligt. Davor mussten die Bewohner des Tales ihre Toten auf den Friedhof zur Abteikirche in Moggio bringen, wobei der Weg von den entferntesten Weilern bis zu 13 km lang sein konnte. Wahrscheinlich wurde auf den Leichenzügen an ganz bestimmten Stellen Rast gemacht, die zugleich auch Gedenkstätten für die Toten waren, ähnlich den Mirla im Karst. Bei einer Erhebung zur Feststellung der Gläubigen im Jahre 1851 zeigte sich ein starkes Wachstum. Es gab nun 787 Personen in 130 Häusern (Familien). Erst im Jahre 1865 wurde ein eigenes Taufbecken bewilligt und ein Kaplan wurde nach Dordolla entsandt.
Im Auf und Ab der Bevölkerungsentwicklung erlebt das Gebiet gegenwärtig eine enorme Entvölkerung.
Berichte über Auswanderungswellen aus den friulanischen Bergen gibt es bis in das Mittelalter zurück, den stärksten Bevölkerungsrückgang erlebte das Aupatal aber im 20. Jahrhundert. Ein Einwohnerhöchststand wurde kurz nach dem Zweiten Weltkrieg erreicht. In den 1960er-Jahren kam es zu einer massiven Abwanderung in die italienischen Großstädte oder ins Ausland. 2011 hatte sich der Bevölkerungsstand auf weniger als ein Fünftel von 1951 reduziert. Das Aupatal hat wie die Montagna Friulana insgesamt am wirtschaftlichen Aufschwung, den das außeralpine Südfriaul Ende der 1970er Jahre erfasste, nicht teilgenommen. Es ist eine der Talschaften Nordfriauls, die um 1990 zu jenen Gebieten Italiens gehörte, die seit dem Zweiten Weltkrieg die schwersten Bevölkerungseinbußen hinnehmen mussten. Ursachen sind die Unwirtlichkeit der Landschaft und fehlende Arbeitsplätze. Die letzte Auswanderungswelle schwächte sich in den 1970ern ab. Trotz nationaler und internationaler Friaul-Erdbebenhilfe wurden die Bevölkerungsverluste nicht geringer. Die Abwanderung hatte eine überalterte Bevölkerung mit steigender Sterberate und sinkenden Geburten hinterlassen.
| Jahr           | 1805      | 1851       | 1936  | 1951  | 1961 | 1971 | 1981 | 1991 | 2001 | 2011 |
|                | P \| HH   | P \| 0HH   | P     | P     | P    | P    | P    | P    | P    | P    |
| Pradis         | 12 \| 02  | 35 \| 007  | 88    | 128   | 124  | 99   | 92   | 78   | 58   | 44   |
| Chiaranda      | 18 \| 03  | 38 \| 006  | 57    | 74    | 84   | 56   | 38   | 43   | 29   | 24   |
| Grauzaria      | 60 \| 10  | 115 \| 017 | 158   | 160   | 115  | 89   | 55   | 44   | 33   | 22   |
| Zais           | 18 \| 03  | 44 \| 006  |       |       |      |      |      |      |      |      |
| Fassoz         | 12 \| 02  | 14 \| 002  |       |       |      |      |      |      |      |      |
| Virgulins      | 18 \| 03  | 29 \| 007  |       |       |      |      |      |      |      |      |
| Drentus        | 6 \| 01   | 24 \| 004  |       |       |      |      |      |      |      |      |
| Dordolla       | 96 \| 16  | 248 \| 040 | 346   | 344   | 260  | 149  | 90   | 85   | 66   | 58   |
| Bevorchians    | 6 \| 01   | 11 \| 001  | 380   | 386   | 327  | 180  | 105  | 73   | 57   | 36   |
| Cjampiui       |           | 6 \| 001   |       |       |      |      |      |      |      |      |
| Nanghez        |           | 7 \| 001   |       |       |      |      |      |      |      |      |
| Culos          | 12 \| 02  | 28 \| 005  |       |       |      |      |      |      |      |      |
| Frucs          | 30 \| 05  | 28 \| 005  |       |       |      |      |      |      |      |      |
| Gallizis       | 18 \| 03  | 56 \| 009  |       |       |      |      |      |      |      |      |
| Matanins       | 12 \| 02  | 30 \| 006  |       |       |      |      |      |      |      |      |
| Saps           | 18 \| 03  | 43 \| 007  |       |       |      |      |      |      |      |      |
| Costa Andri    | 12 \| 02  | 31 \| 006  |       |       |      |      |      |      |      |      |
| Aupatal gesamt | 348 \| 58 | 787 \| 130 | 1.029 | 1.092 | 910  | 573  | 380  | 323  | 243  | 184  |

Daten ab 1926 Istituto Nazionale di Statistica (ISTAT)

1805 Kirchenbücher: P = Näherungswert durch Annahme 6 Personen pro Haushalt (HH)

Bevorchians = 1805/1821 Salez di Bevorchians (localita Coset) / Costa Andri = 1821 Cueste a l'Andri

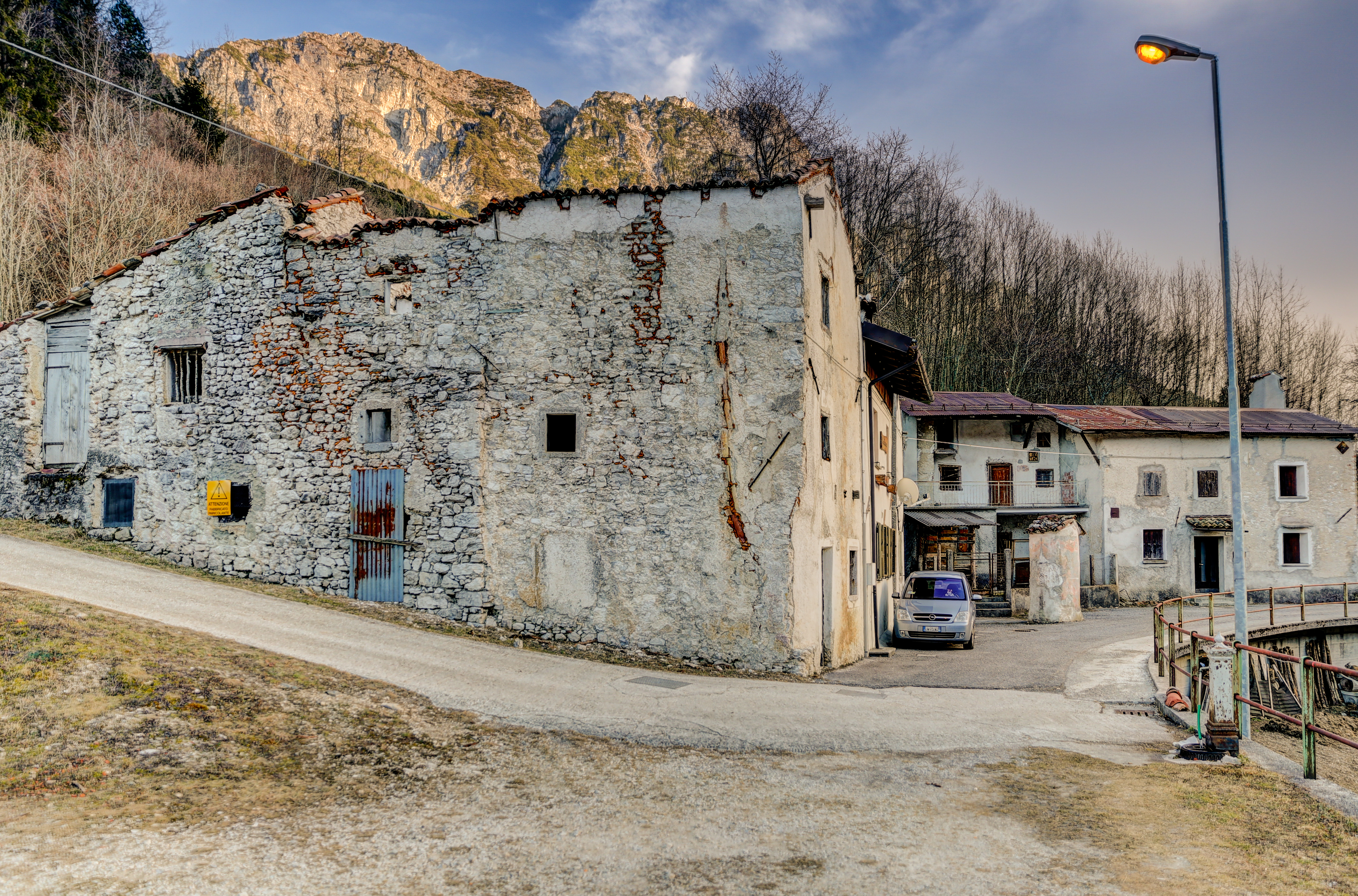
Virgulins ober Dordolla. 2016: Ein Einwohner

Der größte Ort war früher die Streusiedlung Bevorchians, nun ist es Dordolla. Die Einwohnerzahl von Bevorchians beträgt heute weniger als ein Zehntel des Volumens von 1951. Nur wer nicht auswandern konnte, blieb im Tal. Entsprechend wenig junge Leute leben heute noch im Tal. Die meisten Bewohner sind Pensionisten. Bei den sehr geringen Zuzügen handelt es sich überwiegend um ehemalige Arbeitsmigranten, die in der Pension in ihre alten Dörfer zurückkehren. Der stark subventionierte Wiederaufbau nach der Erdbebenkatastrophe führte dazu, dass ausreichend sanierter Wohnraum zur Verfügung steht. Diese Remigranten sorgen dafür, dass Seniorendörfer entstehen. Schon 2004 war der Anteil der Älteren fast doppelt so hoch wie jener der Jüngeren. Im ganzen Tal sind partiell entsiedelte Ortschaften anzutreffen, wobei die meisten der wieder aufgebauten Häuser als Ferienwohnsitze dienen. Es gibt allerdings auch einige Fälle einer Zuwanderung von Menschen aus urbanen Bereichen (Amenity Migration), die in der Region arbeiten und kulturelle Impulse setzen.
Als Besonderheit gilt ein Lebensalter von über 100 Jahren einiger Bewohnerinnen des Tales. Neben genetischen Faktoren spielt vermutlich die karge Ernährung eine Rolle. Der bisher älteste Mann wurde 98.

## Kulturlandschaft & Landwirtschaft

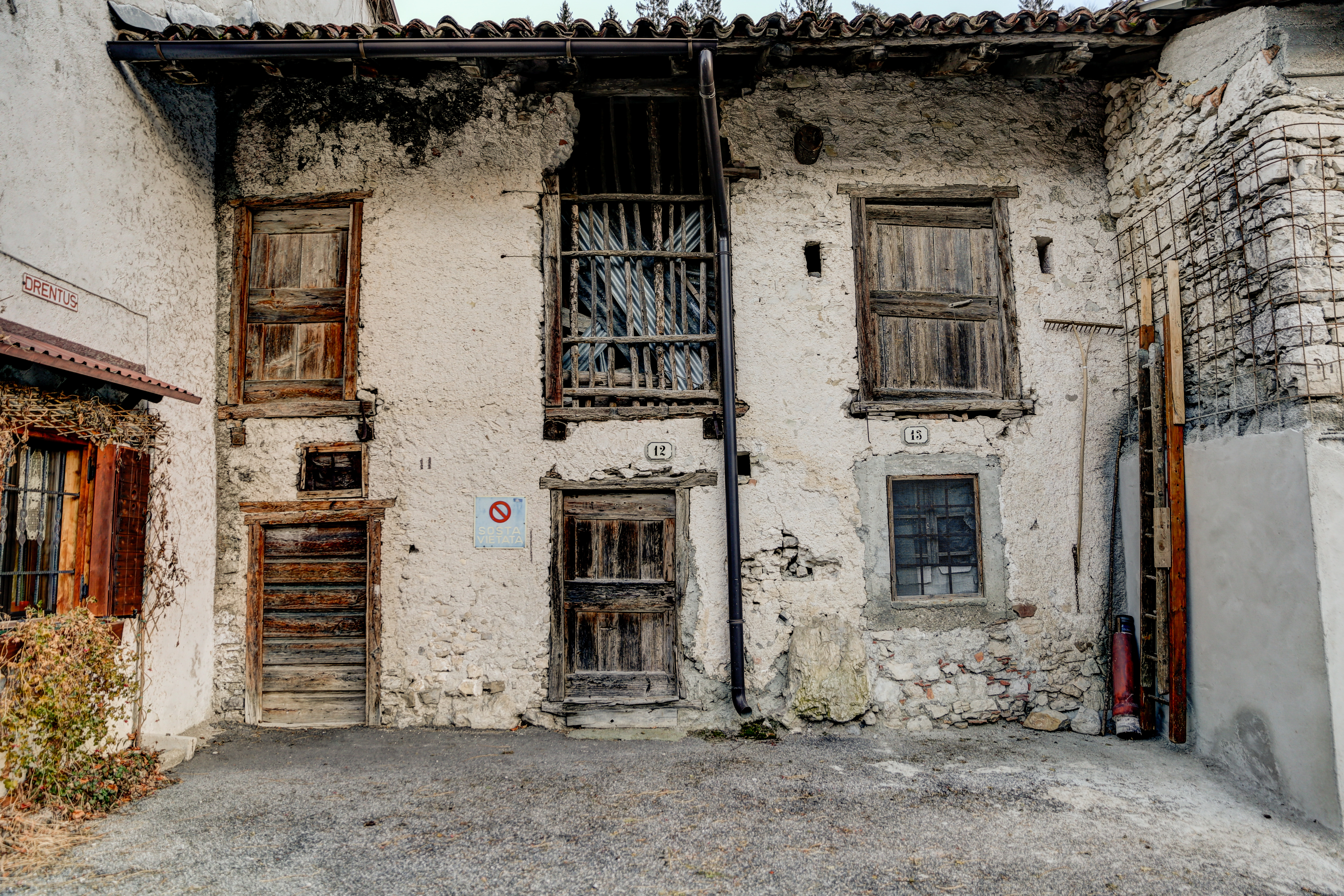
Folge der Realteilung in Drentus: ein winziges Haus, drei Hausnummern, drei Besitzer

Die historische Kulturlandschaft des Tales wurde durch Bauern im Nebenerwerb bzw. von Kleinbauern geprägt. Eine Folge der seit Jahrhunderten in Italien üblichen Realteilung ist, dass der Grundbesitz extrem gesplittet und verstreut ist. Es gibt kaum größere Flächen, die durchgängig einem einzigen Besitzer gehören. Daher gab es praktisch keine Vollerwerbsbauern. Die Landwirtschaft diente nur der Selbstversorgung. Die Männer aus dem Aupatal betätigten sich über den Sommer als Wanderarbeiter meist als Maurer z. B. beim Bau der Villen in Millstatt im benachbarten Kärnten. Die Männer aus dem auf der anderen Seite der Fella liegenden Résiatal waren weithin bekannt als fahrende Messer- und Scherenschleifer. Das Überleben war ohne Ausbeutung der Frauen und Kinderarbeit nicht möglich. Die Alten berichten noch, dass die meisten so arm waren, dass man nie wirklich satt geworden ist. Die Mangelernährung führte dazu, dass die Frauen seltener schwanger wurden. Man hatte höchstens drei Kinder. Wenn sie etwa 15 Jahre alt waren, wurden sie oft als Knechte und Mägde in das nördlich benachbarte Kanaltal gegeben. Dort gab es viele Vollerwerbsbauern, da das Gebiet bis 1918 dem österreichischen Anerbenrecht unterlag.

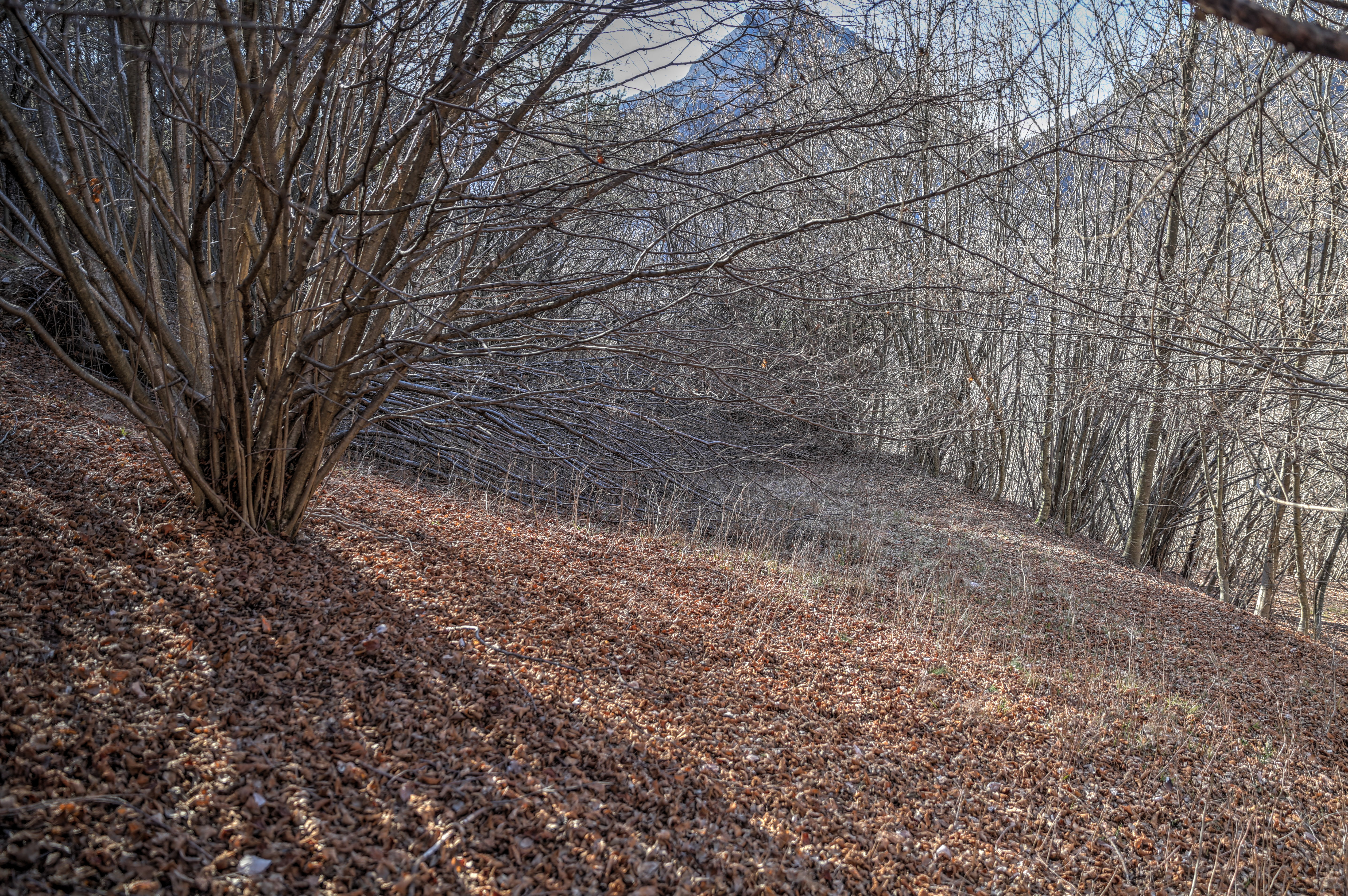
Mit Haselstauden zugewachsene Wiese

Gegenwärtig ist das Aupatal ein prototypisches Beispiel für den Verfall einer Kulturlandschaft. Ein Tal, in dem Holz jahrhundertelang sehr wertvoll war, wo jedes Land für Wiesen und Äcker genutzt wurde, wächst weitgehend unkontrolliert zu. Nicht nur die naturräumlichen Rahmenbedingungen wie schlechte Böden führt zu einer Verwilderung und Verbuschung. Durch den Streu- und Kleinbesitz gibt es keine Aufforstung wie sie z. B. in Österreich bei aufgelassenen Almen gemacht wird. Selbst wenn sich ein Landwirt findet, der Kleingrundstücke pachten möchte, ist das meist kaum möglich. Viele Eigentümer leben oft mit unbekannter Adresse als Arbeitsmigranten in den italienischen Großstädten, in Deutschland oder sonst wo im Ausland. Oft sind die Eigentumsverhältnisse durch nicht abgewickelte Erbfälle unklar. Die Erben nehmen die Reisetätigkeiten für den behördlichen Aufwand aufgrund des geringen Wertes der Liegenschaften oft nicht auf sich.
Eine Folge dieser Situation ist, dass es im Aupatal fast vollständig entvölkerte Ortschaften gibt. „Nirgendwo im Ostalpenraum ist der Entsiedelungsvorgang so lange anhaltend und so stark ausgeprägt wie in den friulanischen Alpen, wo es neben Flurwüstungen sogar zur Entstehung von total entsiedelten Ortschaften (ghost towns) gekommen ist.“ Als Geisterstädte im Sinne total entsiedelter Ortschaften werden in Aupatal die Weiler Badiuz (838 m) und Morolz (855 m) angesehen, die 1951 noch 26 bzw. 36 Einwohner hatten.

## Wirtschaft

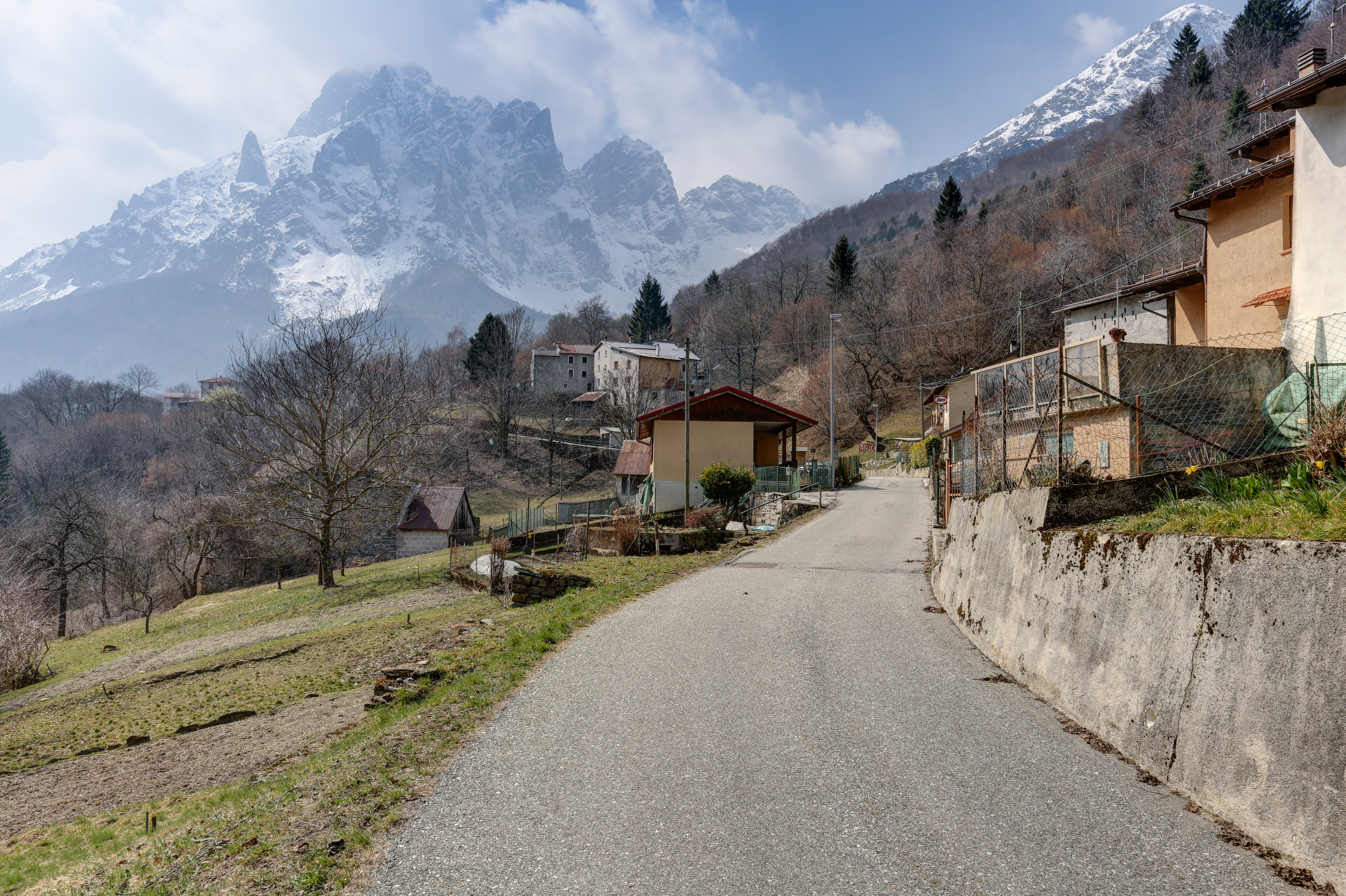
Bevorchians mit der ca. 800 m hohen Nordwand der Crete Grauzaria

Im Aupatal gibt es praktisch keine Unternehmen, die als Arbeitgeber in Betracht kommen. Im Canal del Ferro gibt es etwas mehr Wirtschaftsleben. Einer der größten Unternehmen ist die Papier- und Zellulosefabrik Cartiere Ermolli in Moggio Udinese, die, obwohl in der Krise, immer noch einer der wichtigsten Arbeitgeber für das Umland ist. Neue größere Unternehmen kommen keine in das Gebiet. Konzepte zur Betriebsansiedlung greifen in den Gebirgstäler nicht. Auch für Kleinbetriebe wird es immer schwieriger. Durch den Bau der Autobahn A 23 als neue Nord-Süd-Verbindung sind viele der früheren Tankstellen, Kfz-Betriebe, Gasthäuser und Geschäfte an der alten Staatsstraße Strada Statale 13 wieder verschwunden, da es dort kaum mehr Durchzugsverkehr gibt. Die meisten Erwerbstätigen der nordfriulanischen Täler pendeln in den Zentralraum von Tolmezzo oder in die südfriulanischen Städte wie Udine.
Trotz seiner Schönheit hat das etwas abgelegene Tal keine touristische Entwicklung wie das in der Nähe an den Fernverbindungen nach Süden liegende Kanaltal genommen. Die Kulturlandschaft im Aupatal unterscheidet sich augenfällig von den benachbarten Räumen Kärntens, des Cadore oder Isonzogebietes.
Seit Jahrzehnten gibt es Fördermaßnahmen für die Region. In den 1970er-Jahren wurde mit ernst zu nehmenden Maßnahmen begonnen, die jedoch in den 1980er-Jahren an Intensität verloren. Durch das Berggesetz von 1994 wurde dem Berggebiet vorrangiges nationales Interesse zuerkannt. Im Zuge der Ziel-2-Regionen-Förderungen der EU wurden Infrastrukturmaßnahmen wie Straßen- und Seilbahnbau, oder Natur- und Kulturlehrpfade und Weiterbildung gesetzt. Sämtliche Maßnahmen der Raumentwicklung konnten die Entvölkerung der Montagna Friulana aber nicht stoppen.
Der Agrarsektor hat in der Montagna Friulana nie eine besondere Rolle gespielt, da das Gebiet wenig für die Landwirtschaft geeignet ist. Dennoch gibt es neue Initiativen. In Drentus oberhalb von Dordolla hat sich ein studierter Landwirt und seine Frau das Ziel gesetzt, durch die Bewirtschaftung der Anbauflächen (Biolandwirtschaft), das Züchten seltener Schafrassen und Zimmervermietung eine Lebensgrundlage zu schaffen. Die beiden bemühen sich, die Kulturlandschaft, die von ungezählten Generationen geschaffen wurde, zugänglich zu machen, wobei sie auch von freiwilligen Helfern unterstützt werden. Das Gebiet ist zu unwegsam für den Einsatz größerer Maschinen und die Landwirtschaft nur mit Handarbeit möglich.
Durch das Aupatal führt eine unterirdisch verlegte Gaspipeline, die aus Russland kommendes Erdgas von der österreichischen Trans Austria Gasleitung übernimmt und in das durch ganz Italien laufende Netz der Snam einspeist. Sie wurde im Jahre 1974 gebaut und später zum Teil erneuert. Wirtschaftliche Auswirkungen für das Tal hat das Projekt, außer in Bauphasen, keine.

## Naturschutzgebiet Riserva Natural Val Alba
In den Bergen zwischen dem Aupatal und dem Eisental befindet sich das Naturschutzgebiet Riserva Natural Val Alba.
Der abgelegene Bereich umfasst ein Gebiet von 3.000 Hektar im Gemeindegebiet von Moggio Udinese. Das größte Bergtal im Naturschutzgebiet ist das Val Alba. Die höchsten Berge sind an der Ostgrenze, der Monte Chiavals (2098 m) und der Monte Zuc dal Bor (2195 m). Der höchste Berg im Gebiet ist der Monte Crostis (1898 m). Das schwer zugängliche Gebiet ohne Siedlungen ist am besten über das Val Alba erreichbar, in das es eine Straße von Pradis hinaufführt. Das Gebiet wurde 2006 mit Förderung der Europäischen Union und mit Hilfe der Region Friaul-Julisch Venetien eingerichtet. Die Verwaltung erfolgt über den Parco Naturale Regionale delle Prealpi Giulie im Résiatal. Das Ziel der Regionalparks, als eigener Wirtschaftsfaktor und Werbeträger eine eigenständige Regionalentwicklung in Gang zu setzen, wurde bisher nicht erreicht. Der touristisch-infrastrukturellen Weiterentwicklung steht die geringe Bedeutung der Landwirtschaft entgegen. Ein Agriturismo-Wesen hat sich bisher kaum herausgebildet. Nur in Drentus gibt es eine AgriKultura Alpina.
Im Gebiet befindet sich auch das höchste Gebäude des Tales, das Ricovero Cjasut dal Scior, eine alte Militäranlage am Monte Vualt bzw. Monte Forcjadice auf 1732 m Höhe. Dieses als „Lazarett“ getarnte Gebäude befindet sich in fantastischer Aussichtlage. Es wird von einem Verein gepflegt und ist nur eingeschränkt zugänglich.
Auf der Westseite des Tales am Fuße der Grauzaria liegt das Rifugio Grauzaria, noch unter der Waldgrenze auf 1250 m. Die Zufahrtsstraße zweigt etwa bei Bevorchians ab. Diese einzige bewirtschafte Hütte im Aupatal wurde 2008 revitalisiert und ist ein Ausgangspunkt für Bergtouren auf die Krete Grauzaria oder Wanderungen auf den Flop.

## Geschichte

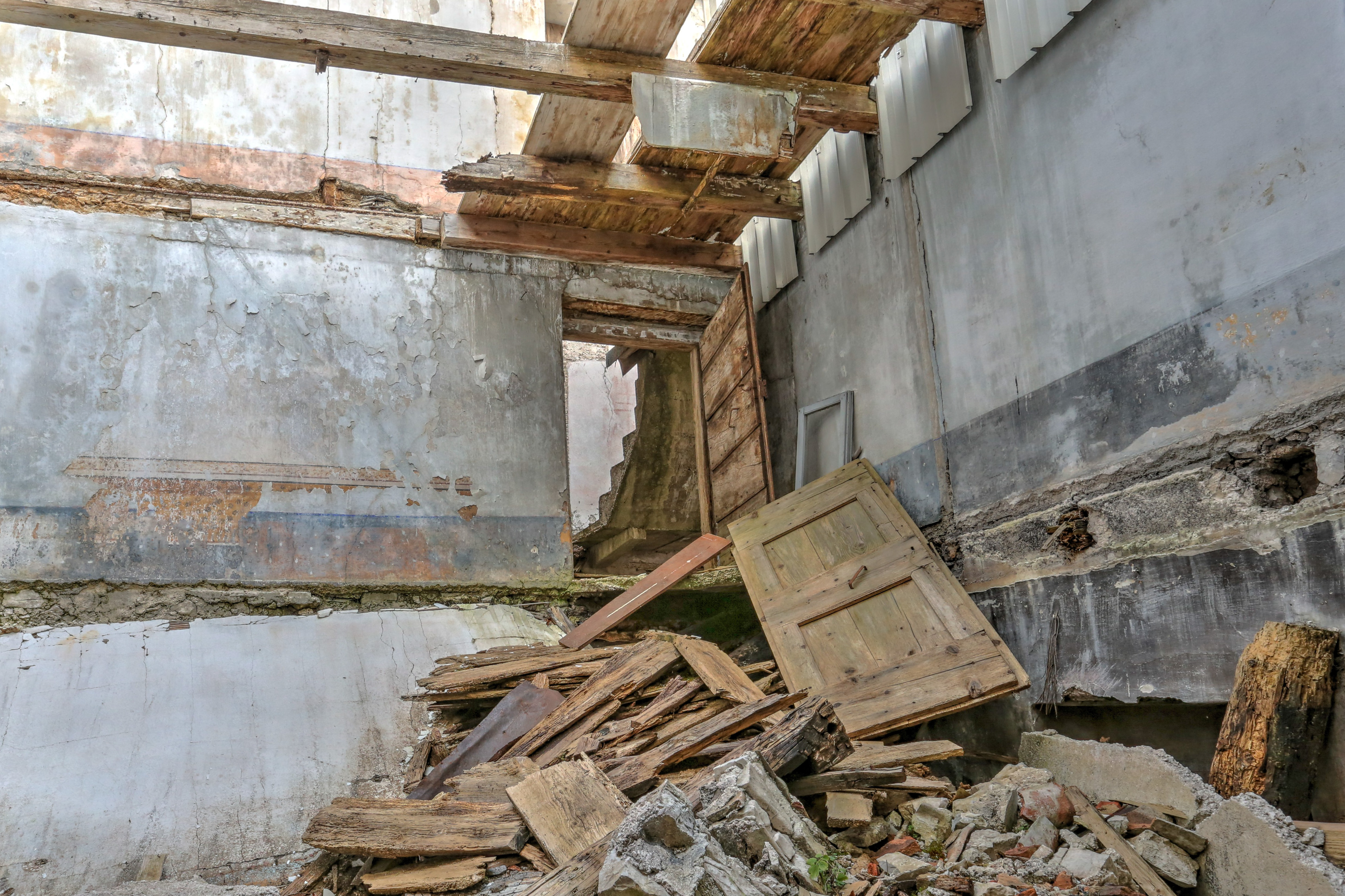
Innenraum eines verfallenen Hauses in Virgulins

Die Geschichte des Tals ist wohl seit alters her eng mit Moggio verbunden. Der Ort am Taleingang mit strategisch günstigem Befestigungshügel ist ein uraltes Machtzentrum der Gegend. Von einer keltischen Besiedlung vor den Römern ist auszugehen, wenn auch noch keine archäologischen Belege vorliegen. Für die Zeit des Frühmittelalters geht man von einigen ersten Hütten aus, wobei kaum mehr als 100 Personen im Tal gelebt haben dürften. Erste Aufzeichnungen finden sich etwa ab dem Jahre 1200, als das Benediktinerkloster Moggio, das um 1070 anstelle eines mittelalterlichen Kastells entstand, die Holzgewinnung und Viehzucht forcierte. Um diese Zeit entstanden wieder permanente Siedlungen im Tal, sogenannte „Stavoli“. Die ersten schriftlichen Ortserwähnungen gibt es ab 1335 für Bevorchians, 1338 für Grauzaria oder 1420 für Pradis Chiarandà. In der Zeit der größten Ausdehnung des Osmanischen Reiches um 1481 hatte die Bevölkerung sicher unter den immer wieder durchziehenden türkischen Soldaten zu leiden, die in den Nachbarländern wie der Republik Venedig, zu der das Gebiet damals gehörte bis hinauf in das habsburgische Kärnten auf Raubzug gingen. Bis zum Ende des Ersten Weltkriegs verlief die Grenze zu Kärnten am oberen Ende des Aupatals. Aufgrund seiner geographischen Lage auf einer Klippe über dem Tal war der Ort Dordolla in der Türkenzeit in einer besseren Position, da sich hier auch die Zivilbevölkerung gut verteidigen konnte. Der Adel war nicht in der Lage, die Bevölkerung zu schützen, weshalb es auch im benachbarten Kanaltal Bauernaufstände gab. Aus venezianischer Zeit ist intensive Holzgewinnung von Schwarzkiefer, Tanne und Lärche bekannt. 1597 und 1620 wurden zwei Sägewerke errichtet. In Gegend um Bevorchians wurden schon früh Transportwege für Holz gebaut. 1815 kam das Gebiet als Folge der Neuordnung Europas nach den Neapolitanischen Kriegen im Zuge des Wiener Kongresses an Österreich. Die Bevölkerung wuchs auf über 400 Herdstellen an. Durch die Niederlage Österreichs im Deutschen Krieg wurde im Frieden von Wien im Jahre 1866 unter anderem auch das Aupatal dem Königreich Italien zugesprochen. Seit 1880 gab es die erste Schule des Tales in Bevorchians. Eine zweite wurde 1905 in Dordolla gegründet.

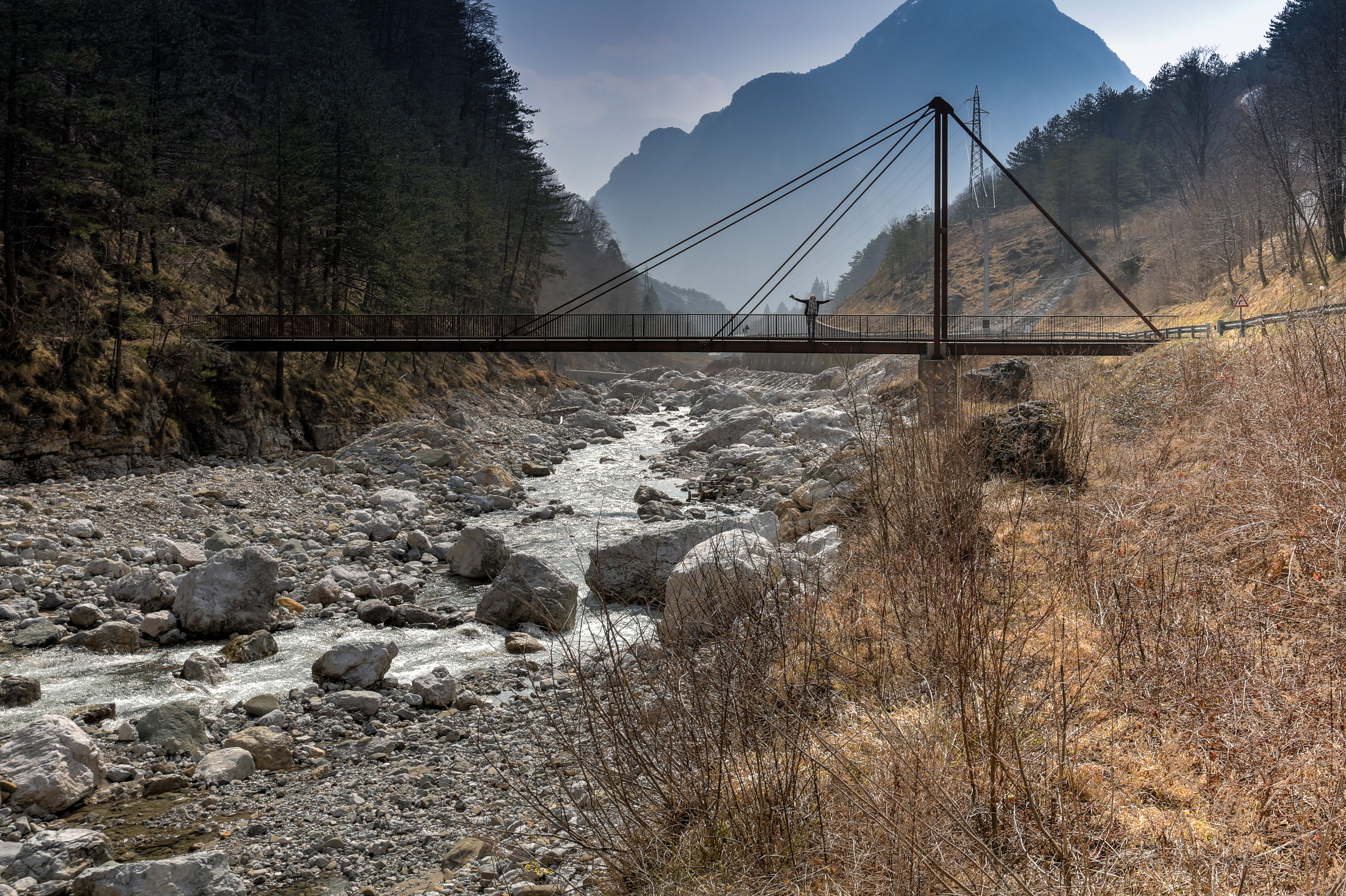
Hängebrücke am Anfang des Fußweges nach Dordolla

Im Jahre 1910 wurde die alte Straße durch das Tal hinauf zum Sella Cereschiattis da Moggio Udinese restauriert. Sie war an mehreren Stellen durch Hochwasser zerstört und wurde auf eine Wegbreite von 2,5 m ausgebaut. Einige Teile der Straße stammten aus den 1870er Jahren, andere sogar noch von 1595. Durch den Ausbruch des Ersten Weltkrieges lag das Aupatal plötzlich unmittelbar an der Front, die von Monte Cullar im Westen über den nördlichen Monte Palon, Palis di Lius und der Crete dal Crons verlief. Militärische Befestigungen, Kasernen und eine Krankenstation wurden gebaut. Dazu wurde auch die männliche Bevölkerung des Tales zwangsverpflichtet. 73 Männer, davon 33 aus Bevorchians, 19 aus Dordolla, 9 aus Grauzaria, 4 und 8 aus Chiarandà und Pradis leisteten hier schwere Arbeit im Bau und Versorgung. Bevorchians war der zentrale Ort dieses Frontabschnitts des Gebirgskriegs. Bevorchians lag im Randbereich der österreichische Geschütze, die hier zu keinen Schäden mehr führten. Die Spuren der alten Militärstraßen sind heute noch beim Wandern zu finden. Im Jahre 1916 kam der König Viktor Emanuel III. auf Frontbesuch nach Bevorchians. Dies war offiziell das erste Mal, dass ein Auto im Tal war. Am 27. Oktober 1917 wurde die Bevölkerung insbesondere des oberen Tales zwangsevakuiert, nicht weil die Österreich-Ungarische Armee vorrückte, sondern weil die Armee Angst vor Sabotage durch die Zivilbevölkerung hatte. Es war der einzige diesbezügliche Fall in Friaul. Einige Einwohner versuchten, möglichst lange zu bleiben, da es ihnen schwer fiel, die Landwirtschaft zu verlassen. 1920 war wieder ein schlimmes Hochwasserjahr. Die Aupa riss all Brücken und Stege des Tales, Dutzende Häuser und die Schule in Pradis und zwei Mühlen mit sich. Insgesamt gab es im Tal acht Mühlen. Nach Hochwasserschäden wurden sie im 20. Jahrhundert nicht mehr restauriert. Bei Dordolla gab es zwei Mühlen, die Mulin dal Dognit und etwas oben weiter die Mulin dal Pâgno, die bis 1930 bzw. 1915 aktiv waren. Eine weitere war am Riu di Val am Weg nach Drentus.

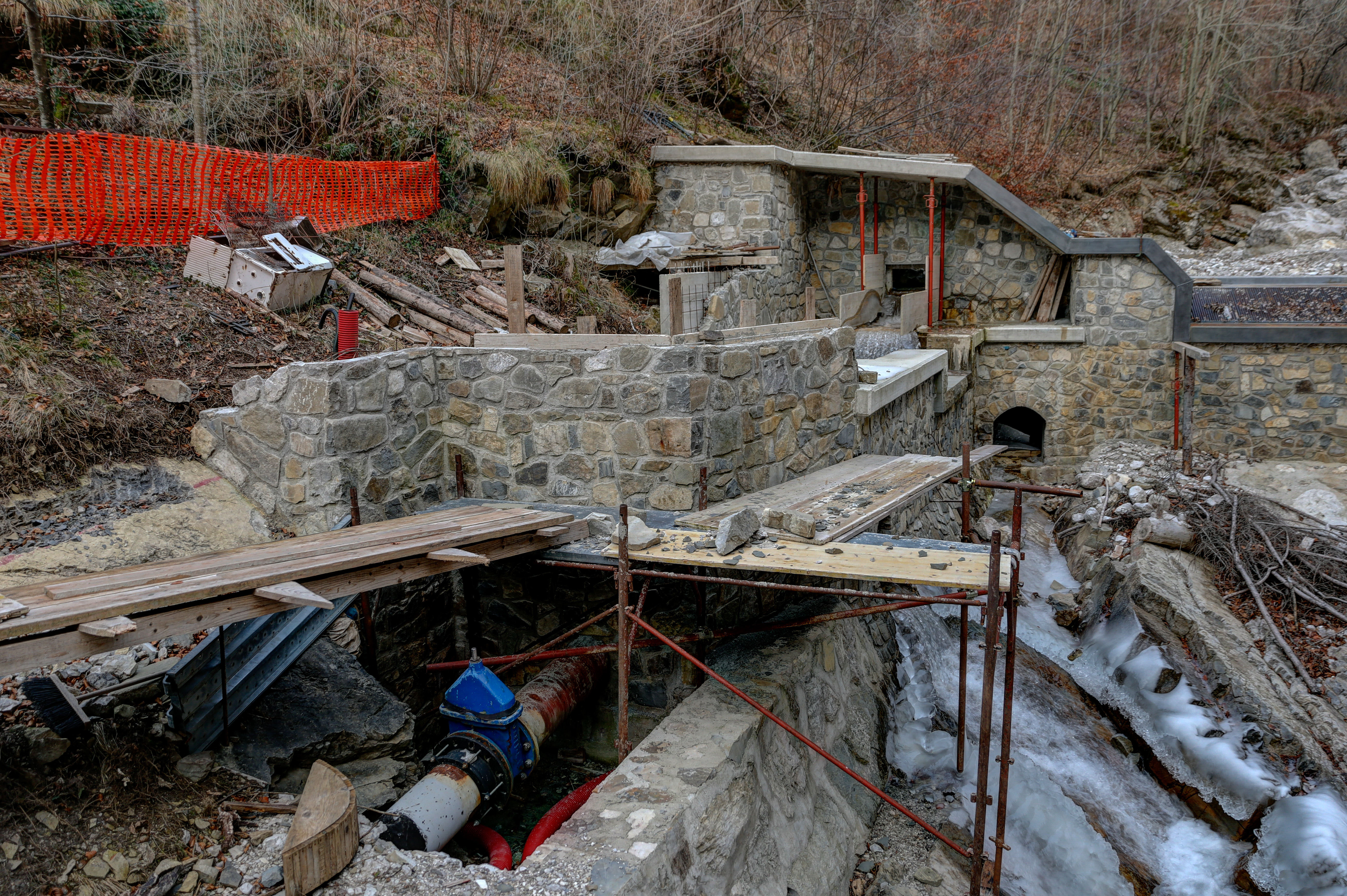
Revitalisierung des ersten Kraftwerks im Tal

Der elektrische Strom kam im Auptal als erstes nach Dordolla. 1923 wurde dort auf Initiative eines katholischen Priesters ein Kraftwerk gebaut. Dieses wurde im Zuge des Netzausbaus durch die ENI in den 1960er Jahren deaktiviert. Aktuell gibt es eine private Initiative, das Kraftwerk wieder in Betrieb zu setzen. Der Pfarrer hieß Don Simone Treu und war während der gesamten 1920er Jahre Pfarrer in Dordolla und auch Initiator des Baus des Asilo (Kindergartens), das 1927 eingeweiht wurde.

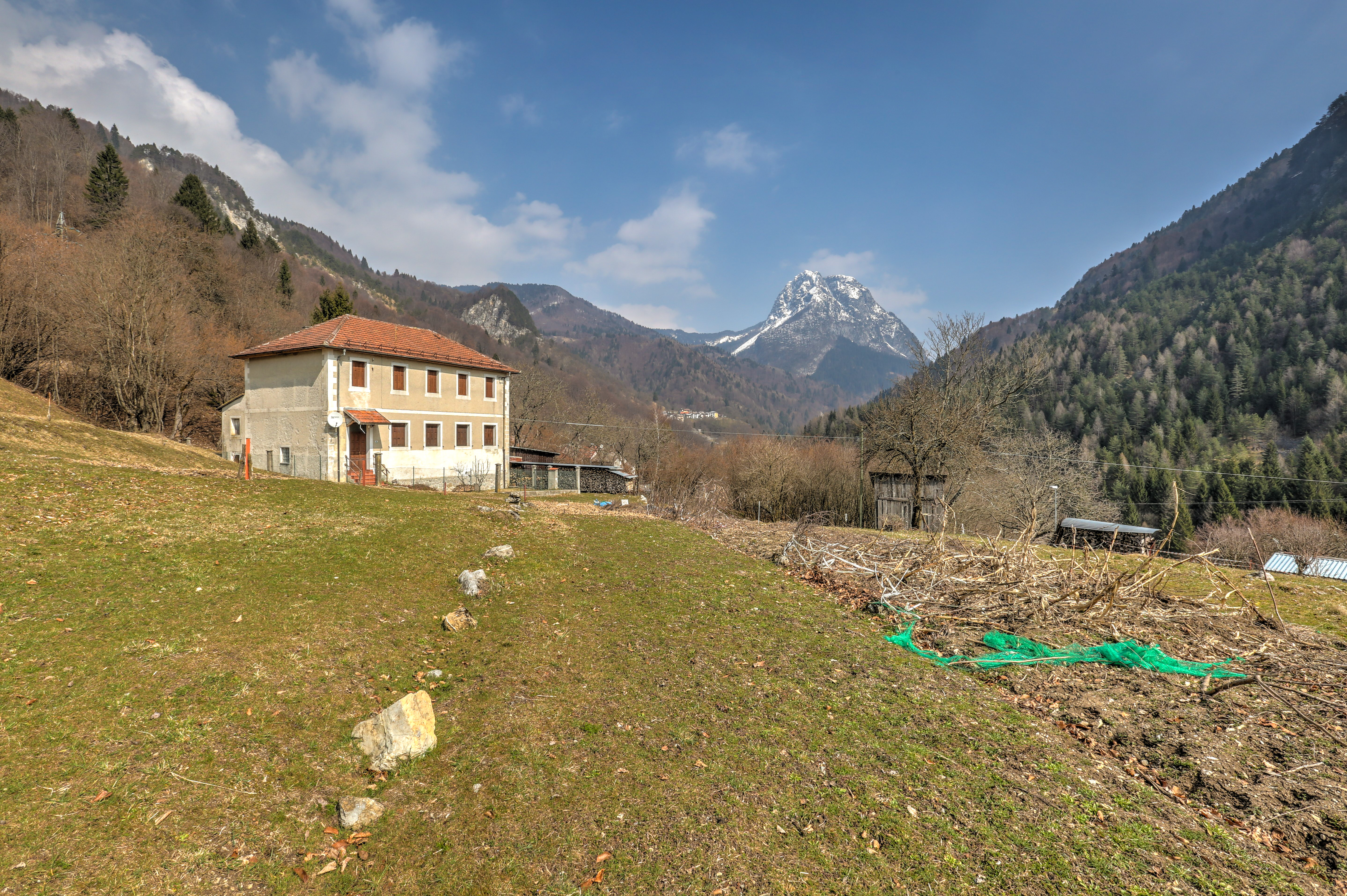
Erste und letzte Volksschule im Aupatal.

Zur Zeit des Italienischen Faschismus wurde wieder einmal die von Hochwasser beschädigte Straße (1928) restauriert, Militäranlagen verstärkt und neue Schulen in Pradis, Grauzaria und Chiarandà eingerichtet. Von Jänner 1944 bis Februar 1945 betrieb die deutsche Wehrmacht in der Schule von Bevorchians eine Militärstation zur Bekämpfung der Tito-Partisanen. Zeitzeugen berichteten, dass die Zivilbevölkerung im Aupatal weniger gefährdet war, zwischen die Fronten zu geraten, als beispielsweise in Südkärnten. Überliefert ist die Erinnerung an einen Tauschhandel mit den Soldaten, Eier gegen Pfeifentabak oder Schokolade für die Kinder.
Unmittelbar nach dem Zweiten Weltkrieg erreichte das Aupatal sein bisheriges Bevölkerungsmaximum mit 1250 Einwohnern. Bald danach begann die letzte Auswanderungswelle, die zu einer Bevölkerungsreduktion auf aktuell 220 Bewohner führte. Im Jahre 1953 hat die letzte Mühle im Aupatal ihren Betrieb eingestellt. Sie war 150 Jahre in Betrieb. Im selben Jahre wurde auch das Bergwerk von Rio da li Fous geschlossen, in dem Fluorit, Bleiglanz (Galenit) und Blei abgebaut wurde. In der Zeit des Bergwerkbetriebs von 1872 bis 1953 wurden insgesamt 12.866 Tonnen gefördert. 1968 wurde wieder einmal die Straße durch das Tal instand gesetzt. Das heftige Erdbeben von 1976 verursachte schwere Schäden und hat die Entvölkerung zusätzlich beschleunigt. Am 29. August 2003 gab es das letzte große Hochwasser, das 5 km der Straße von Moggio nach Bevorchians zerstörte, dass erst nach zwei Wochen wieder erreichbar war.

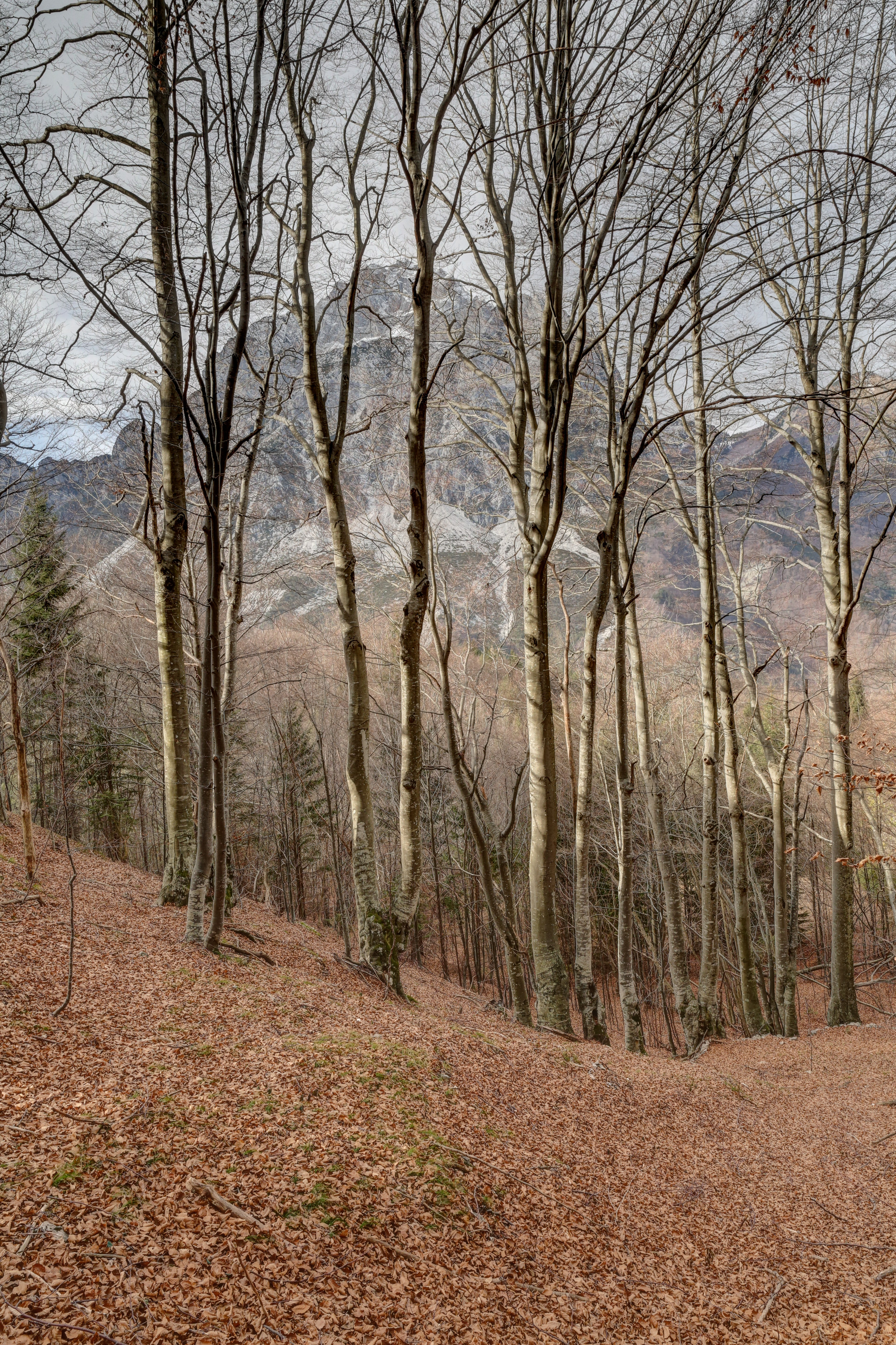
Der Winter ist mild und schneearm

Im Tal gibt es etwa 480 Gebäude, davon 160 in Bevorchians, 130 um Dordolla, 75 um und in Grauzaria, 45 bei Chiarandà und 70 in Pradis. Die Gebäudesubstanz im Aupatal ist relativ jung, es sind kaum ältere Gebäude zu finden. Die Erdbeben von 1908, 1928 und 1976 haben sehr viel zerstört. Eines der wenigen älteren Gebäude von architektonischem Wert ist die Kirche St. Florian in Dordolla, die aus dem Jahre 1895 stammt. Dordolla oder die anderen Dörfer mit seinen schmalen Häusern und Gässchen wurde immer wieder in Teilen zerstört und wieder aufgebaut. Die Häuser liegen ungewöhnlich eng aneinander. Ein wichtiger Grund dafür war, dass landwirtschaftliche Flächen sehr wertvoll waren und man keinen Fläche, die irgendwie als Acker nutzbar war, als Baugrund verschwenden wollte. Zu den ältesten noch existierenden Gebäuden gehört das Haus der Gallizis in Bevorchians datiert auf 1727, sowie die alte Mühle in diesem Dorf, die Mulino dell'Ors von 1797. Sie liegt an der Mündung des Rio Fontanaz in die Aupa, und war bis 1953 aktiv. Ebenfalls älter ist die Kaserne in Sella Cereschiattis aus dem Jahr 1913. Bei Pelis bestand seit 1567 ein Sägewerk, erwähnt 1620, das bis 1915 aktiv war.